# Генерал Хакс
Генерал Армітедж Хакс (англ. General Armitage Hux, також відомий як Генерал Хакс) - вигаданий персонаж зі всесвіту Зоряних війн, створений Джефрі Абрамсом. Вперше з'явився у сьомому епізоді франшизи як генерал Верховного порядку та як один з другорядних лиходіїв, де його зіграв Донал Глісон. За сюжетом, він ворогує з Кайло Реном за владу в організації. З'вляється в подальших продовжень франшизи: Останні джедаї та Скайвокер. Сходження.

## Появи

### Пробудження сили
В першому епізоді трилогії сиквелів, Генерал Хакс постає як один з другорядних лиходіїв фільму та як один з високопосадовців у війську Верховного порядку. Він керує операцією на планеті Джаку з отриманням карти місцезнаходження Люка Скайвокера, останнього джедая та надії для Нової республіки та Руху опору, з якими воює новостворений Верховний порядок. Для знищення Руху опору, верховний лідер Сноук наказує Хаксу використати базу Старкіллер для знищення столиці Нової республіки, Хосніян Прайм. Він оголошує зі сцени промову для кінець Республіки та в кінці наказує запустити лазерний промінь Старкіллера націленого на Хосніян Прайм, вбиваючи більше сотні мільярдів людей.
Пізніше, Сноук наказує повернути базу у бік бази Руху опору на планеті Д'кяр, однак перш ніж вони встигають виконати наказ у дію, ескадрилія повтсанців на чолі По Дамероном, з наземною підтримкою Хана Соло, колишнього штурмовика Фіна та Рей. Базу знищують і Сноук наказує відступати з планети.

### Останні джедаї
Хакс так само виконує роль одного з другорядних лиходіїв у фільму, керуючи військами Верховного порядку. Пізніше по сюжету, він знаходить мертвого Сноука та непритомного Кайло Рена у залі Верховного лідера, Хакс намагається вбити Рена, однак зупиняється коли той прокидається. Рен проголошує себе воним Верховним лідером Верховного порядку, Хакс протистує проти його рішення, однак швидко знімює, коли Рен використовує на ньому Силу для душіння, змушуючи останнього вимовити "Хай живе Верховний лідер". Пізніше, він супроводжує Рена під час операції на планеті Кріат для знищення бази Руху опору. Пізніше на горизонті з'являється Люк Скайвокер, Хакс пропонує Рену сфокусуватися за членах Руху опору, що тікають з бази, однак Кайло в пориві гніву хапає його силою та штовхує до стіни. Зрештою, Верховний порядок зходить покинуту базу супротиву.